# Associazione Calcio Stabia 1941-1942
Questa voce raccoglie le informazioni riguardanti l'Associazione Calcio Stabia nelle competizioni ufficiali della stagione 1941-1942.

## Divise
| Manica sinistra · Manica sinistra · Maglietta · Maglietta · Manica destra · Manica destra · Pantaloncini · Calzettoni |

## Rosa
| N. |                    | Ruolo | Calciatore           |
| -- | ------------------ | ----- | -------------------- |
|    | Italia (bandiera)  | A     | V. Celardo           |
|    | Italia (bandiera)  | D     | Dario Ciccone        |
|    | Italia (bandiera)  | C     | Alessandro Codeluppi |
|    | Italia (bandiera)  | C     | Vincenzo Fattorusso  |
|    | Italia (bandiera)  | A     | Enrico Gereschi      |
|    | Uruguay (bandiera) | A     | Oliviero Icardi      |
|    | Italia (bandiera)  | A     | Vasco Lenzi          |
|    | Italia (bandiera)  | D     | Onelio Matterozzi    |
|    | Italia (bandiera)  | C     | Carlo Migliaccio     |

| N. |                   | Ruolo | Calciatore         |
| -- | ----------------- | ----- | ------------------ |
|    | Italia (bandiera) | C     | Nando Paicci       |
|    | Italia (bandiera) | C     | Pietro Pastorino   |
|    | Italia (bandiera) | P     | Silvano Pipan      |
|    | Italia (bandiera) | C     | Alessandro Rinaldi |
|    | Italia (bandiera) | D     | C. Sollo           |
|    | Italia (bandiera) | D     | A. Toso            |
|    | Italia (bandiera) | D     | Giuseppe Turchetti |
|    | Italia (bandiera) | P     | A. Vetrò           |
|    | Italia (bandiera) | D     | Isidoro Voinich    |